# Beautiful (Snoop-Dogg-Lied)
Beautiful (englisch für „Wunderschön“) ist ein Lied des US-amerikanischen Rappers Snoop Dogg, das er zusammen mit den Sängern Pharrell und Uncle Charlie Wilson aufnahm. Der Song ist die zweite Singleauskopplung seines sechsten Soloalbums Paid tha Cost to Be da Bo$$ und wurde am 7. Februar 2003 veröffentlicht.

## Inhalt
| Liedteil   | Künstler                             |
| Intro      | Charlie Wilson und Pharrell Williams |
| Refrain    | Pharrell Williams                    |
| 1. Strophe | Snoop Dogg                           |
| 2. Strophe | Snoop Dogg                           |
| 3. Strophe | Snoop Dogg                           |
| Outro      | Charlie Wilson und Pharrell Williams |

In Beautiful rappen bzw. singen Snoop Dogg, Pharrell und Uncle Charlie Wilson aus der Perspektive des lyrischen Ichs über eine schöne Frau. So singt Pharrell im Refrain, dass die Frau wunderschön sei sowie das gewisse Etwas habe und bezeichnet sie als sein „Favorite Girl“. Snoop Dogg rappt wie er mit seinem Charme und seiner Coolness eine schöne Frau für sich gewinnt und sich mit dieser vergnügt. Er warnt jeden davor, sich an seine Freundin ranzumachen, da sie ihn sonst kennenlernen würden und er sie stets beschützen werde. Uncle Charlie Wilson ist im Intro und in der Bridge zu hören.

“Beautiful, I just want you to know

You’re my favorite girl

Yeah, oh yeah, there’s something about you”

## Produktion
Das Lied wurde von dem US-amerikanischen Musikproduzenten-Duo The Neptunes, bestehend aus Pharrell Williams und Chad Hugo, produziert. Beide fungierten neben Snoop Dogg auch als Autoren.

## Musikvideo
Bei dem zu Beautiful in Rio de Janeiro, Brasilien gedrehten Musikvideo führte Chris Robinson Regie. Es verzeichnet auf YouTube über 210 Millionen Aufrufe (Stand April 2023). Das Video zeigt Snoop Dogg und Pharrell an verschiedenen Orten in Rio de Janeiro. So sitzen beide auf der bunten Selarón-Treppe oder sind an der Copacabana mit Frauen im Bikini zu sehen, mit denen sie flirten. Auch sonst sind zahlreiche leichtbekleidete Frauen im Video vertreten. Später ziehen sich beide Musiker mit je einer Frau in den Lage-Park am Rande der Stadt zurück. Zudem sind beide in einer Favela zu sehen, wo unter anderem Frauen Fußball spielen. Am Ende befinden sich Snoop Dogg und Pharrell zwischen zahlreichen trommelnden Menschen in der Parkanlage. Uncle Charlie Wilson tritt dagegen nicht im Video auf.

## Single

### Covergestaltung
Das Singlecover zeigt eine schwarz-weiße Nahaufnahme von Snoop Doggs Gesicht, der den Betrachter von oben herab ansieht. Im unteren Teil des Bilds befinden sich die weißen Schriftzüge Snoop Dogg, Beautiful und featuring Pharrell, Uncle Charlie Wilson.

### Titelliste
1. Beautiful (Radio Edit) featuring Pharrell, Uncle Charlie Wilson – 4:03
2. Beautiful (Instrumental) – 4:21
3. Ballin’ (Clean Version) featuring The Dramatics, Lil’ Half Dead – 5:19
4. Beautiful (Video) – 5:27

### Chartplatzierungen
Beautiful stieg am 7. April 2003 auf Platz 34 in die deutschen Singlecharts ein und erreichte fünf Wochen später mit Rang 27 die höchste Position. Insgesamt hielt sich der Song 13 Wochen lang in den Top 100. Top-10-Platzierungen gelangen dem Lied unter anderem in Australien und Neuseeland (jeweils Rang vier) sowie den Vereinigten Staaten (Position sechs).
| ChartsChartplatzierungen       | Höchstplatzierung | Wochen |
| ------------------------------ | ----------------- | ------ |
| Deutschland (GfK)              | 27 (13 Wo.)       | 13     |
| Österreich (Ö3)                | 64 (4 Wo.)        | 4      |
| Schweiz (IFPI)                 | 19 (24 Wo.)       | 24     |
| Vereinigtes Königreich (OCC)   | 23 (37 Wo.)       | 37     |
| Vereinigte Staaten (Billboard) | 6 (20 Wo.)        | 20     |

| ChartsJahrescharts (2003)      | Platzierung |
| ------------------------------ | ----------- |
| Schweiz (IFPI)                 | 72          |
| Vereinigte Staaten (Billboard) | 42          |

### Auszeichnungen für Musikverkäufe
Beautiful erhielt im Jahr 2023 im Vereinigten Königreich für mehr als 400.000 verkaufte Einheiten eine Goldene Schallplatte.
| Land/Region                  | Auszeichnungen für Musikverkäufe (Land/Region, Auszeichnung, Verkäufe) | Verkäufe |
| ---------------------------- | ---------------------------------------------------------------------- | -------- |
| Australien (ARIA)            | Gold                                                                   | 35.000   |
| Neuseeland (RMNZ)            | 2× Platin                                                              | 60.000   |
| Vereinigtes Königreich (BPI) | Gold                                                                   | 400.000  |
| Insgesamt                    | 2× Gold · 2× Platin ·                                                  | 495.000  |

Hauptartikel: Snoop Dogg/Auszeichnungen für Musikverkäufe
Bei den Grammy Awards 2004 wurde Beautiful in den Kategorien Best Rap Song und Best Rap/Sung Performance nominiert, unterlag jedoch Lose Yourself von Eminem bzw. Crazy in Love von Beyoncé und Jay-Z.